# Thorigné (Deux-Sèvres)
Thorigné és un municipi francès situat al departament de Deux-Sèvres i a la regió de la Nova Aquitània. L'any 2007 tenia 1.190 habitants.

## Demografia

### Població
El 2007 la població de fet de Thorigné era de 1.190 persones. Hi havia 452 famílies de les quals 80 eren unipersonals (38 homes vivint sols i 42 dones vivint soles), 159 parelles sense fills, 192 parelles amb fills i 21 famílies monoparentals amb fills.
La població ha evolucionat segons el següent gràfic:
Habitants censats

### Habitatges
El 2007 hi havia 489 habitatges, 462 eren l'habitatge principal de la família, 12 eren segones residències i 15 estaven desocupats. 480 eren cases i 8 eren apartaments. Dels 462 habitatges principals, 384 estaven ocupats pels seus propietaris, 74 estaven llogats i ocupats pels llogaters i 4 estaven cedits a títol gratuït; 2 tenien una cambra, 9 en tenien dues, 38 en tenien tres, 127 en tenien quatre i 286 en tenien cinc o més. 387 habitatges disposaven pel capbaix d'una plaça de pàrquing. A 175 habitatges hi havia un automòbil i a 268 n'hi havia dos o més.

### Piràmide de població
La piràmide de població per edats i sexe el 2009 era:
| Homes | Edats   | Dones |
| ----- | ------- | ----- |
| 0     | 95 o +  | 4     |
| 4     | 90 a 94 | 8     |
| 0     | 85 a 89 | 12    |
| 0     | 80 a 84 | 8     |
| 24    | 75 a 79 | 12    |
| 24    | 70 a 74 | 28    |
| 24    | 65 a 69 | 20    |
| 12    | 60 a 64 | 12    |
| 16    | 55 a 59 | 16    |
| 28    | 50 a 54 | 48    |
| 60    | 45 a 49 | 28    |
| 48    | 40 a 44 | 40    |
| 52    | 35 a 39 | 60    |
| 40    | 30 a 34 | 28    |
| 28    | 25 a 29 | 24    |
| 16    | 20 a 24 | 20    |
| 56    | 15 a 19 | 24    |
| 40    | 10 a 14 | 32    |
| 24    | 5 a 9   | 16    |
| 28    | 0 a 4   | 20    |

## Economia
El 2007 la població en edat de treballar era de 797 persones, 634 eren actives i 163 eren inactives. De les 634 persones actives 590 estaven ocupades (302 homes i 288 dones) i 45 estaven aturades (17 homes i 28 dones). De les 163 persones inactives 65 estaven jubilades, 51 estaven estudiant i 47 estaven classificades com a «altres inactius».

### Ingressos
El 2009 a Thorigné hi havia 486 unitats fiscals que integraven 1.306,5 persones, la mediana anual d'ingressos fiscals per persona era de 17.830 €.

### Activitats econòmiques
Dels 52 establiments que hi havia el 2007, 3 eren d'empreses extractives, 2 d'empreses alimentàries, 2 d'empreses de fabricació d'altres productes industrials, 21 d'empreses de construcció, 8 d'empreses de comerç i reparació d'automòbils, 2 d'empreses de transport, 1 d'una empresa d'hostatgeria i restauració, 1 d'una empresa financera, 1 d'una empresa immobiliària, 6 d'empreses de serveis, 1 d'una entitat de l'administració pública i 4 d'empreses classificades com a «altres activitats de serveis».
Dels 22 establiments de servei als particulars que hi havia el 2009, 1 era una funerària, 3 tallers de reparació d'automòbils i de material agrícola, 2 paletes, 3 guixaires pintors, 5 fusteries, 3 lampisteries, 2 electricistes i 3 perruqueries.
Dels 2 establiments comercials que hi havia el 2009, 1 era una perfumeria i 1 una floristeria.
L'any 2000 a Thorigné hi havia 21 explotacions agrícoles que ocupaven un total de 1.274 hectàrees.

## Equipaments sanitaris i escolars
El 2009 hi havia una escola elemental integrada dins d'un grup escolar amb les comunes properes formant una escola dispersa.

## Poblacions més properes
El següent diagrama mostra les poblacions més properes.